# Eleições legislativas no Luxemburgo em 2023
As eleições legislativas foram realizadas no Luxemburgo em 8 de outubro de 2023 para eleger todos os 60 assentos da Câmara dos Deputados .   
O atual governo do primeiro-ministro Xavier Bettel era uma coligação do Partido Democrático (DP), do Partido Socialista dos Trabalhadores do Luxemburgo (LSAP) e dos Verdes.

## Sistema Eleitoral
Os 60 membros da Câmara dos Deputados são eleitos por representação proporcional em quatro círculos eleitorais plurinominais; nove no círculo eleitoral Norte, sete no Leste, 23 no Sul e 21 no Centro. Os eleitores podem votar em uma lista partidária ou votar múltiplos em tantos candidatos quantas forem as cadeiras. A atribuição de lugares é calculada de acordo com a quota Hagenbach-Bischoff.
Apenas os cidadãos luxemburgueses podem votar nas eleições gerais. Uma proposta para alargar os direitos de voto aos estrangeiros que vivem no Luxemburgo há pelo menos dez anos e que já votaram nas eleições europeias ou locais no Luxemburgo foi rejeitada num referendo de 2015. O voto é obrigatório para os cidadãos luxemburgueses elegíveis que vivam no Luxemburgo e tenham menos de 75 anos de idade. Os cidadãos luxemburgueses que vivem no estrangeiro podem votar por correspondência na comuna onde viveram mais recentemente no Luxemburgo. Os cidadãos luxemburgueses que nasceram no Luxemburgo mas nunca aí viveram podem votar por correspondência na comuna onde nasceram. Os cidadãos luxemburgueses que não nasceram no Luxemburgo e nunca aí viveram podem votar por correspondência na comuna da cidade do Luxemburgo.